# Fattore piastrinico 4

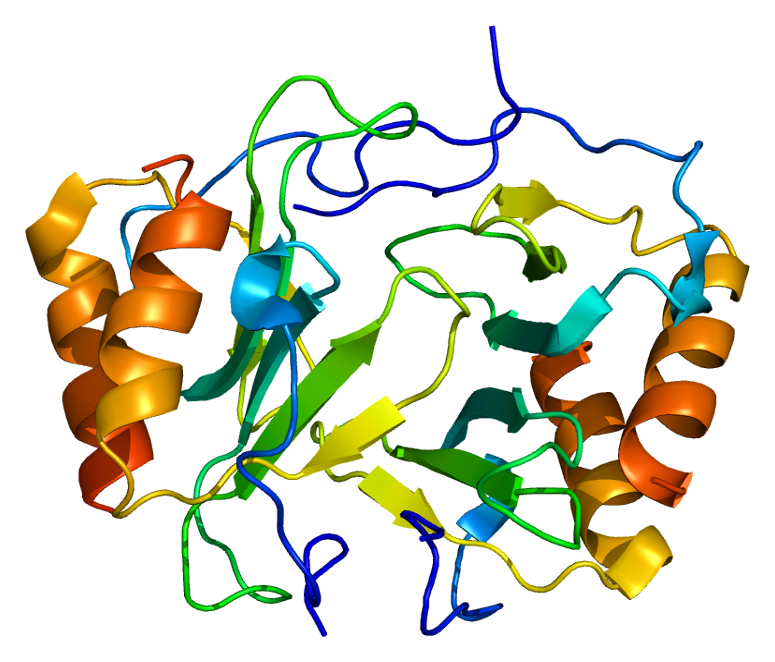
Rendering di Protein Data Bank

Il fattore piastrinico 4, o PF4 (sigla dell'inglese Platelet factor 4), detto anche fattore antieparinico, è una proteina di 70 aminoacidi (7780 Da), contenuta nei granuli alfa delle piastrine. Fisiologicamente lega l'anticoagulante eparina prodotto dall'organismo e si unisce all'eparan-solfato sulla superficie delle cellule endoteliali, mantenendo equilibrato il rapporto tra coagulazione del sangue e anticoagulazione. 
È membro piastrino-specifico della sottoclasse CXC delle citochine. Quattro molecole di PF4 si associano liberamente a formare tetrameri compatti (31000 Da) dalla struttura globulare.
Il PF4 è ricco in lisina e arginina, che formano un anello di cariche positive al quale si lega l'eparina. 
L'infusione di eparina aumenta i livelli plasmatici di PF4, da concentrazioni di ~3 ng/mL fino a 15-30 volte per molte ore.

## Trombocitopenia indotta da eparina
Il legame tra eparina e PF4 implica un cambio conformazionale nella struttura del PF4, che mostra all'esterno sequenze aminoacidiche prima presenti soltanto al suo interno: la formazione di anticorpi specifici contro questi neo-epitopi è alla base della trombocitopenia indotta da eparina (in inglese: Heparin-induced thrombocytopenia, in sigla HIT), complicanza potenzialmente severa del trattamento eparinico.